# Jean de Chetro

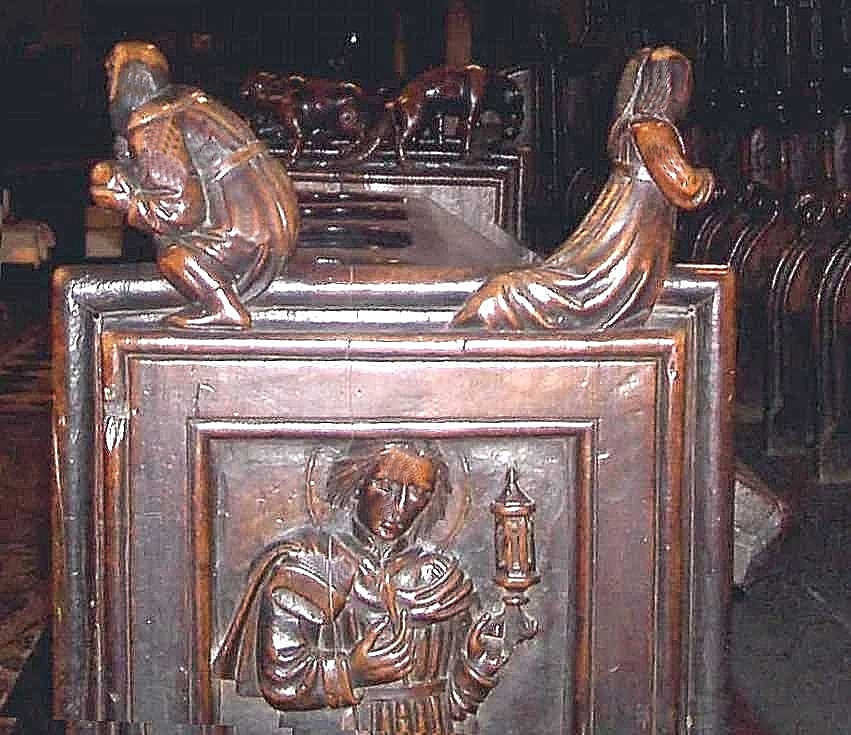
Particolare degli stalli del coro, 1465-70

Jean de Chétro (Étroubles, ... – ...; fl. XV secolo) è stato uno scultore italiano del legno valdostano, attivo tra il 1465 ca. e il 1470 nella realizzazione degli stalli del coro della Cattedrale di Aosta.

## Biografia
Le notizie storiche di su Jean de Chétro sono molto povere. Il suo nome è strettamente legato alla realizzazione degli stalli lignei del coro della Cattedrale di Aosta tra il 1465 circa e il 1470, assieme a quello del savoiardo Jean Vion de Samoëns, l'altro protagonista dell'impresa costruttiva. Ne conosciamo la fisionomia incisa, assieme al suo nome, sulla fiancata di uno stallo oggi conservata (assieme a una omologa fiancata con il ritratto di Jean Vion) nel Museo del tesoro della cattedrale di Aosta.
Sull'origine dello scultore si era formulata l'ipotesi che, come il collega Jean Vion, provenisse dalla Savoia. Oggi, in virtù di una serie di valutazioni e informazioni raccolte, lo si ritiene di origine valdostana, più specificamente proveniente da Étroubles
In passato si era anche ipotizzato che fosse l'autore delle mensole scolpite presenti nel soffitto della cosiddetta "sala delle teste" nel Castello Sarriod de la Tour; tali intagli presentano infatti una particolare affinità stilistica con le "misericordie" degli stalli della cattedrale. Analisi dendrocronologiche delle travi del soffitto hanno consentito di datare gli intagli intorno al 1432. È verosimile ritenere che esse siano state realizzate da un atelier valdostano nel quale, all'altezza di tali anni, Jean de Chétro abbia potuto condurre il suo apprendistato.
In merito alla sua produzione artistica, non è facile indicare quale sia stato il suo specifico contributo nella realizzazione degli stalli della cattedrale di Aosta. Si è ritenuto, in relazione alla tecnica di intaglio e ai tratti fisionomici marcati e alla maggiore corposità delle figure scolpite, che sia stato l'autore degli stalli sul lato settentrionale del coro e delle parti superstiti degli stalli smontati nel 1838 quando venne abbattuto il jubé al quale erano addossati. La presenza di collaboratori che operarono nella grande impresa costruttiva, rende problematico il raggiungimento di una certezza attributiva sugli apporti di ciascuno scultore.
Il catalogo delle opere attribuite a Jean de Chétro comprende il trittico della Galleria Sabauda, con la Trinità nella forma del Trono di Grazia nel pannello centrale, e le figure della Maddalena e di un Santo Vescovo nei pannelli laterali. L'opera (un tempo dipinta) esprime lo specifico linguaggio che connota l'artista valdostano, con le figure intagliate che si presentano in forme intense e solenni. È attribuita a Jean de Chétro anche una tavola dipinta con Cristo benedicente tra la Vergine e san Giovanni Evangelista conservata a Torino nel Museo civico d'arte antica.
L'attribuzione all'artista valdostano della Vierge du Pilier nella cattedrale di Chambéry, sulla base di una forte somiglianza con la Madonna scolpita nella cattedrale aostana sopra lo stallo dell'arcidiacono, mostrerebbe come la sua fortuna artistica si sia diffusa anche Oltralpe.

## Opere (parziale)
- Sant'Antonio abate, San Sebastiano e San Maurizio, Cattedrale di Aosta, Aosta, Italia
- Trinità, Galleria Sabauda, Torino, Italia
- Maddalena, Galleria Sabauda, Torino, Italia
- Santo Vescovo, Galleria Sabauda, Torino, Italia
- Cristo benedicente tra la Vergine e san Giovanni Evangelista, Museo civico d'arte antica, Torino, Italia
- Vierge du Pilier, Cattedrale di Chambéry, Chambéry, Francia